# Reggenza di Mamuju Centrale
La reggenza di Mamuju Centrale (in indonesiano: Kabupaten Mamuju Tengah) è una reggenza dell'Indonesia, situata nella provincia di Sulawesi Occidentale.